# Lucia Berlinová
Lucia Berlinová (12. listopadu 1936 Juneau Aljaška – 12. listopadu 2004 Marina del Rey u Los Angeles) byla americká spisovatelka, která převážnou část své tvorby věnovala psaní povídek. Proslulosti dosáhla až posmrtně.

## Životopis
Berlinová se narodila jako dcera důlního inženýra. Rodina se s ním stěhovala po hornických městečkách na Aljašce, v Idaho, Kentucky a Montaně. V deseti letech onemocněla skoliózou, v důsledku čehož byla později nucena nosit korzet.
Někteří literární kritici rozdělují život Berlinové do několika období. První trvalo do roku 1946, které její rodina strávila stěhováním. Dalším bylo mládí v letech 1947–1954, které Berlinová prožila v Arizoně a v Chile. Od roku 1955 studovala na univerzitě v Novém Mexiku žurnalistiku. V letech 1954–1968 žila kromě Nového Mexika v New Yorku a Mexiku. V tomto časovém rozmezí prožila tři neúspěšná manželství, z nichž jí zůstali čtyři synové, o něž se musela starat. Sedmdesátá a osmdesátá léta byla v jejím životě komplikovaná. Postupně vystřídala několik zaměstnání, mj. pracovala jako recepční v nemocnici, uklízečka, asistentka lékaře a spojovatelka. Zároveň se potýkala se závislostí na alkoholu a absolvovala několik odvykacích kúr. V letech 1991–1992 pobývala v Mexico City, kde pečovala o sestru Sally, která umírala na rakovinu. Od roku 1994 vedla na coloradské univerzitě v Boulderu kurzy tvůrčího psaní. V roce 2000 musela s touto činností v důsledku zhoršujícího se zdraví skončit.

## Dílo
Až na dva nedokončené romány z počátku 60. let se Berlinová věnovala výhradně psaní povídek. Jsou převážně autobiografické. Zachycuje v nich bez příkras a patosu pohnuté etapy svého života. Vystupují v nich její rodinní příslušníci: otec, matka, sestra, manžel závislý na drogách a další příbuzní. Popisuje pobyty na odvykacích kúrách, provoz ve velké nemocnici i práci zdravotní sestry u lékaře. V češtině dosud vyšel v překladu Martiny Knápkové výbor z povídek s názvem Manuál pro uklízečky. Překlad byl v roce 2020 nominovaný na cenu Magnesia Litera.
V roce 2024 vydává nakladatelství Argo další sbírku povídek Večer v ráji, opět v překladu Martiny Knápkové.
Výbor z publikací:
- A Manual for Cleaning Ladies (1977)
- Angels Laundromat (1981)
- Homesick (1991) – za tento svazek povídek obdržela Americkou knižní cenu
- So Long (1993)
- Where I Live Now (1999)
- A Manual for Cleaning Women (2015)
- Evening in Paradise (2018) – výbor z povídek
- Welcome Home (2018) – výběr z korespondence